# Jenner
Jenner – jednostka osadnicza w Kalifornii w hrabstwie Sonoma, zamieszkany (według danych z 2007 roku) przez 121 osób, położony nad Oceanem Spokojnym u ujścia rzeki Russian River.